# Fenylgroep

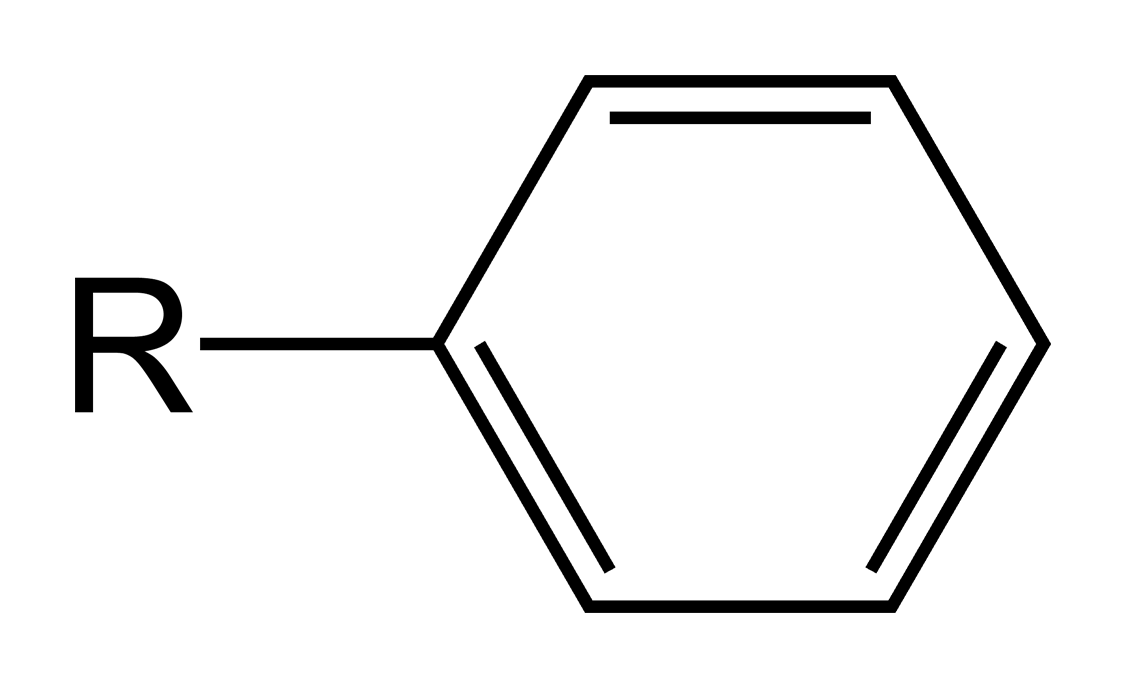
Structuurformule van een fenylgroep.

Een fenylgroep (in het Engels en Frans als phenyl gespeld) is een arylgroep en bestaat uit een benzeenring waarvan één waterstofatoom is verwijderd. Op de vrijgekomen bindingsplaats is de benzeenring gebonden op de rest van de organische verbinding, in de structuurformule weergegeven door R. De naam is afgeleid van fenol, hoewel er formeel geen hydroxylgroep in de zijketen voorkomt. Simpelweg is de fenylgroep dus gewoon een benzeenring als eenvoudige functionele groep.
De notatie van de fenylgroep kan op verschillende manieren gebeuren:
- Ph
- C6H5
- Φ (de Griekse letter phi)
- als benzeenring met één waterstof vervangen door een binding

Bekende stoffen met fenyl in hun naam zijn fenylalanine, fenylacetyleen en fenylethylamine.
Een fenylgroep is een relatief inerte functionele groep, dat wil zeggen dat er niet veel reacties zijn waarin een fenylgroep een rol speelt. Voor de reacties in de fenylgroep zelf zijn de reacties van benzeen van belang, zoals de elektrofiele aromatische substitutie.
Een fenylgroep is niet hetzelfde als een benzylgroep. Benzyl is een oude naam voor een CH2-Ph-groep.